# Роджерс (перевал)
Перевал Роджерс — перевал в горах Селкерк, Британская Колумбия, Канада. Перевал находится на территории национального парка Глейшер и с 1971 года является национальным историческим местом Канады.
По перевалу проходит автомобильное трансканадское шоссе и канадская тихоокеанская железная дорога.

## География
Река Колумбия в окрестностях горы Селкерк течёт на север, где в районе Биг-Бенд пересекает горы и устремляется на юг. Перевал Роджерс — коридор, который соединяет северное и южное течение реки. Перевал находится в очень узком месте с крутыми склонами и очень лавиноопасен. Лавины на перевале могут вылазить на противоположный склон и возвращаться обратно, пересекая ущелье дважды. Самой опасной считается зона протяжённостью 80 км, на которой обнаружено 74 лавины.

## История
При строительстве канадской тихоокеанской железной дороги было необходимо преодолеть несколько сложных горных хребтов. В 1881 году было принято решение проложить маршрут через Канадские Скалистые горы по перевалу Кикинг-Хорс (Kicking Horse). Для продолжения этого маршрута нужно было найти дорогу через горы Селкирк. На поиски решения в труднодоступные и малоизученные горы был направлен опытный инженер American railway майор А. Б. Роджерс, который обнаружил перевал на следующий год. Перевал был назван его именем. В 1883 году начались строительные работы, а железнодорожное сообщение заработало уже в 1886 году, первый трансконтинентальный поезд Монреаль — Ванкувер отправился в путь 8 июля.
Из-за повышенной лавиноопасности перевала на нём работала команда железнодорожных рабочих и техники, которые чистили пути от снега. Также было построено в общей сложности 30 км галерей. В 1916 году в обход самой лавиноопасной части перевала был построен туннель Коннот, который заменил 8 км галерей и 35 км дороги.
При строительстве автомобильной трассы проектировщики встали перед выбором: провести шоссе через лавиноопасный участок, или делать окружной маршрут вдоль реки Колумбия. В 1953 году на перевал была направлена съёмочная партия, которая три года занималась изучением особенностей лавин в районе перевала. В 1956 году план строительства был утверждён и в 1962 году через перевал было проложено трансканадское шоссе.
27 марта 1971 года перевал Роджерс был включён в реестр национальных исторических мест Канады в связи с его ролью и местом в основной национальной железнодорожной артерии, которую он занимал с 1886 по 1917 годы.

### Изучение лавин
В 1887 году инженер Д. К. Каннингемом произвёл съёмку лавин в районе перевала. Только в 1948 году его работу продолжил служащий парка Глейшер Н. К. Гарднер, который по собственной инициативе начал вести наблюдения за лавинами. В 1953 году в район перевала отправилась съёмочная партия и Гарднер стал руководить её исследованиями, собирая информацию о размерах, расположении, частоте и особенностях лавин. После того, как в 1956 году план строительства автотрассы через перевал был утверждён, Гарднера поставили во главе лаборатории Национального научно-исследовательского совета. В штате лаборатории помимо него было шесть человек, кроме того Гарднер мог напрямую обращаться к инженерам и ресурсам совета. В 1957 году совет принял на работу швейцарского инженера Петера Шерера, который должен был проверить выкладки Гарднера.

## Происшествия
5 марта 1910 года на перевале Роджерс на отряд из шестидесяти железнодорожных рабочих со стотонным снегоочистителем обрушилась мощная лавина. В живых остался только один человек, а снегоочиститель разломало и забросило на соседний склон. Рабочие чистили дорогу от снега для пассажирского поезда, который был отрезан предыдущей лавиной. Сам поезд лавина не затронула.